# Erioptera (Erioptera) yarraga
Erioptera (Erioptera) yarraga is een tweevleugelige uit de familie steltmuggen (Limoniidae). De soort komt voor in het Australaziatisch gebied.